# Hiroaki Tajima
Hiroaki Tajima (田島 宏晃?, Tajima Hiroaki; Prefettura di Shizuoka, 27 giugno 1974) è un ex calciatore giapponese, di ruolo attaccante.